# Hamza Ziad
Hamza Ziad (sinh ngày 29 tháng 2 năm 1988 ở Batna) là một cầu thủ bóng đá người Algérie. Hiện tại anh thi đấu ở vị trí tiền vệ cho JS Kabylie ở Giải bóng đá hạng nhất quốc gia Algérie.

## Sự nghiệp câu lạc bộ
Vào 20 tháng 6 năm 2011, Ziad ký bản hợp đồng 2 năm cùng với JS Kabylie.